# Manley Augustus Buchanan
Manley Augustus Buchanan [mênlej avgústus buhanèn], bolj znan kot Big Youth [bíg júθ], oziroma kot Jah Youth [džá ~], jamajški pevec roots rock reggaeja, didžej in glasbenik, * 19. april, 1949, Trenchtown, Kingston, Jamajka.

## Življenje in delo
Big Youth se je rodil v družini petih otrok. Pri štirinajstih je zapustil šolo. Svoj vzdevek je dobil, ko je delal v hotelu Sheraton v Kingstonu. Z glasbo se je začel dejavno ukvarjati marca 1971 v sound systemu Lorda Tippertona. Njegova prva uspešnica je bila pesem »S 90 Skank« iz leta 1972 o japonskem motorju Honda S.90 in o prehitri vožnji z njim. Njegov prvi album Screaming Target je bil vzor drugim glasbenikom skoraj celo desetletje.

## Diskografija
- Chi Chi Run / Fab 1972 (vsebuje štiri Youthove pesmi)
- Screaming Target / Trojan 1973
- Reggae Phenomenon / Augustus Buchanen 1974
- Dreadlocks Dread / Klick 1975
- Cool Breeze - Ride Like Lightning - The Best of Big Youth 1972–1976
- Natty Cultural Dread / Trojan 1976
- Hit The Road Jack / Trojan 1976
- Reggae Gi Dem Dub / Nicola Delita 1978
- Isiah First Prohphet Of Old / Nicola Delita, Caroline 1978
- Progress / Nicola Delita 1979
- Everyday Skank (The Best of Big Youth) / Trojan TRLS 189 1980
- Rock Holy / Negusa Negast 1980
- Some Great Big Youth / Heartbeat 1981
- The Chanting Dread Inna Fine Style / Heartbeat 1982
- Live At Reggae Sunsplash / Genes 1983
- A Luta Continua (The Struggle Continue) / Heartbeat 1985
- Manifestation / Heartbeat 1988
- Jamming In The House Of Dread / Danceteria 1991
- Higher Grounds / JR, VP Records 1995
- Save the children / Declic 1995
- Natty Universal Dread 1973–1979 / Blood & Fire 2000
- Musicology / Steven Stanley's studios (Tuff Gong) 2006